# Ніка-Вовчинець
«Ніка-Вовчинець» (колишня назва — «Чорногора») — український футбольний клуб з міста Івано-Франківська, створений 18 липня 2001 року. У сезонах 2001/02—2005/06 команда виступала у другій лізі ПФЛ.

## Хронологія назв
- 2001—2006: «Чорногора»
- 2008—2009: «Чорногора-Ніка»
- 2010—2011: «Ніка-Динамо»
- 2014—2016: «Ніка-Івано-Франківськ»
- 2018— : «Ніка-Вовчинець»

## Історія

### «Чорногора»
З огляду на виліт за підсумками сезону 2000/2001 з другої ліги ПФЛ команди «Прикарпаття-2» в Івано-Франківську з'явилася ідея щодо створення нового професійного колективу, у якому мала би змогу шліфувати свою виконавську майстерність талановита місцева молодь.  
Засновником ФК «Чорногора» влітку 2001 року виступила Івано-Франківська міська рада на чолі із Зіновієм Шкутяком, співзасновниками також стали Прикарпатський національний університет імені В. Стефаника, ВПУ № 21 та ДМП «Івано-Франківськтеплокомуненерго».
Свою назву клуб отримав у пам'ять про діяльність однойменного туристичного товариства «Чорногора» (Станиславів), що було одним із перших дотичних до спорту українських об'єднань на теренах Прикарпаття в 1907—1908 роках.
Відразу після свого виникнення «Чорногора» увійшла до складу членів ПФЛ та стала учасником першості другої ліги 2001/2002 серед професійних клубів. У друголігових турнірах команда змагалася п'ять сезон. Врешті по закінченні чемпіонату 2005/2006 за рішенням засновників клубу «Чорногора» припинила своє членство в ПФЛ.  
Після такого кроку команда не стала продовжувати власні виступи навіть на аматорському рівні, хоча де-юре клуб продовжував існувати ще ціле десятиліття — до 2016 року.

#### Статистика виступів у Другій лізі ПФЛ
Кольори клубу: Біло-чорно-сині. 
Домашня арена: стадіон «Наука».
- Найвище місце: 9-е (чемпіонат 2004/2005)[1].

- Найбільші перемоги: вдома — 3:0 над «Закарпаття-2» Ужгород (24.03.2002).
- На виїзді — 2:0 над «Динамо-3» Київ (13.11.2005).
- Найбільші поразки: вдома — 0:5 від «Карпати-2» Львів (23.10.2004).
- На виїзді — 0:8 від «Сокіл» Золочів (22.07.2001).

Рекордсмени команди:
- За кількістю зіграних матчів — Сергій Українець — 120 ігор (2001—2006).
- За кількістю забитих м'ячів — Дмитро Гуменяк — 17 (2002—2005).
- За сезон: Сергій Чабан — 8 (2001/02), Дмитро Гуменяк — 8 (2003/04).

### «Чорногора-Ніка»
Спадкоємцем футбольних традицій «Чорногори» (але не її прямим юридичним правонаступником) стала команда «Чорногора-Ніка». Ще у 2005 році в Івано-Франківську Андрієм Шулятицьким було створено ГО «Дитячо-юнацький футбольний клуб Ніка-05». Вихованці цієї структури та інша талановита молодь міста якраз і стали основою нового футбольного колективу «Чорногора-Ніка», який 2008 року дебютував у другій лізі першості Івано-Франківської області. У наступному сезоні команда стартувала вже у першолігових обласних змаганнях. 

### «Ніка-Динамо»
У березні 2010 року в зв'язку зі створенням філіалу академії київського «Динамо» в Івано-Франківську футбольний клуб «Чорногора-Ніка» було реорганізовано та перейменовано. У чемпіонаті області колектив став виступати під назвою «Ніка-Динамо». Однак і цей проект проіснував недовго — в серпні 2011-го команда посеред турніру першої ліги знялася зі змагань.

### «Ніка-Івано-Франківськ»
Протягом 2014—2016 років на аматорській обласній арені вже змагалася команда «Ніка-Івано-Франківськ». Вона пройшла шлях від аутсайдера обласного чемпіонату першої ліги до її середняка.

### «Ніка-Вовчинець»
Після дворічної паузи у виступах, під вкотре трансформованою назвою («Ніка-Вовчинець»), команда поновила участь в чемпіонаті Івано-Франківщини у найвищому дивізіоні. В своєму останньому на поточний момент турнірі сезону 2020/2021 колектив посів 6-е місце. 

## Відомі вихованці
- Богдан Денега

## Відомі гравці
- Ярослав Годзюр
- Дмитро Гуменяк
- Петро Ковальчук
- Володимир Ларін
- Василь Плехтяк
- Андрій Сімка
- Ігор Худоб'як
- Сергій Чабан
- Богдан Шпирка
- Віктор Яневич

## Легіонери Чорногори
- Владислав Лунгу

## Тренери
- Юрій Шулятицький
- Віктор Клим'юк